# Rasolärka
Rasolärka (Alauda razae) är en akut hotad tätting i familjen lärkor som enbart förekommer på en mycket liten ö i ögruppen Kap Verdeöarna.

## Utseende och läte
Rasolärkan är en 18 centimeter lång lärka med kraftig näbb som framför allt hos hanar verkar uppböjd. Fjäderdräkten är kraftigt streckad med gulbrunt och svart. På huvudet syns en liten tofs. Även bröstet är kraftigt streckat, men resten av undersidan är blekare. Lätet beskrivs som likt sånglärkan och avges både från marken och i sångflykt.

## Utbredning
Fågeln är endemisk för den lilla Kap Verdeön Raso, endast sju kvadratkilometer stor, även om subfossila fynd visar att den också förekom på öarna Santa Luzia, São Vicente och Santo Antão innan människan kom till ögruppen på 1400-talet, varefter dess utdöende på dessa öar tros ha gått fort. En observation av en individ på São Nicolau i mars 2009 är det enda fyndet i modern tid utanför Raso.

## Levnadssätt
På Raso förekommer arten på plan vulkanjord nära små vegetationsytor utmed torrlagda vattendrag där den häckar och födosöker. Flockar har också setts födosöka bland klippor nära havet. Fåglarna gräver hål i den sandiga jorden på jakt efter de löklika rotknölarna hos Cyperus bulbosus eller Cyperus cadamosti. Häckning styrs av den oregelbundna nederbörden. Överlevnaden hos arten är hög och den tros bli relativt långlivad. Häckningsframgången kan dock ibland vara mycket liten på grund av predation från geckoödlan Tarentola gigas.

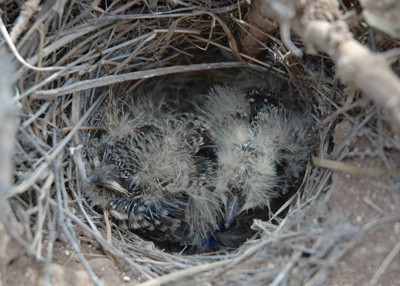
Ungar
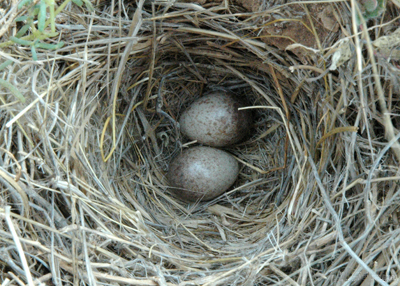
Ägg

## Status och hot
Beståendet på Raso är i nuläget stabilt, men varierar beroende på nederbörd. Sedan 2004 har arten ökat kraftigt i antal, men det är osäkert om det är just en tillfällig variation eller ett tecken på att den ökar i antal. Populationen uppskattades till 1.558 individer i november 2011, men 855 2015. Det effektiva beståndet kan dock vara mindre eftersom könsfördelningen är mycket ojämn, med fler hanar än honor. Med tanke på det mycket begränsade utbredningsområdet, variationen i populationsbeståndet, den ökade risken för torka i samband med klimatförändringar samt artens sårbarhet som markhäckare för oavsiktlig införsel av predatorer kategoriserar internationella naturvårdsunionen IUCN arten som akut hotad (CR).